# Paulo Santos (labdarúgó, 1972)
Paulo Jorge da Silva dos Santos (Odivelas, 1972. december 11. –) portugál válogatott labdarúgó.

## Pályafutása
A portugál labdarúgó-válogatott tagjaként részt vett a 2006-os labdarúgó-világbajnokságon.

## Sikerei, díjai

### Klub
- SL Benfica
  - Portugál bajnokság: 1993–94

### Egyénileg
A portugál bajnokság Év kapusa: 2006